# サクライワイ
サクライワイは日本の競走馬。おもな勝ち鞍は安田記念、スプリンターズステークス（連覇）。同期にはイットーやイナリトウザイらがいる。
馬齢は当時の表記（数え年）とする。

## 戦績

### 3歳時
サクライワイは1973年8月5日の新馬戦でデビュー。ダート1000メートルとしてはこの夏最高のタイムを記録してデビュー戦勝利を収めた。続く北海道3歳ステークスは出遅れて最下位に終わったが、函館3歳ステークスは3馬身差で逃げ切った。この年の函館3歳ステークスは、不良馬場の上をいく極悪馬場と称されるほどの泥田のような馬場で、勝ちタイムは1分21秒7と言う遅さだった。また、このレースの勝利は後にサクラ軍団と呼ばれるさくらコマースにとっての重賞初制覇となった。その後のオープン2戦は1着、2着と記録した後に当時の関東の3歳王者決定戦である朝日杯3歳ステークスに出走したが8着に終わった。なお、重賞勝ち馬であったが戦績にムラが多く、最優秀3歳牝馬のタイトルは関西の3歳王者決定戦である阪神3歳ステークス2着はあったものの重賞勝ちはないイットーに奪われる結果となった。

### 4歳時
3ヶ月休養しクラシックシーズンを迎えたサクライワイは、阪神4歳牝馬特別に出走しハイペースを先行しながらも2着に入る。この好走とイットーの戦線離脱もあり、本番の桜花賞では1番人気に支持されたが、レースでは先行して直線で先頭に立ったものの、内から来た武邦彦騎乗のタカエノカオリに敗れ3/4馬身差の2着に終わる。続くオークスでもタカエノカオリが故障引退した為に1番人気に支持されたが、距離が長かったことが祟りトウコウエルザの16着と惨敗した。
父がスプリンターを多数輩出していたマタドアだった事もあり、陣営はこれ以降短距離路線へ進む事になった。短距離転向後の初戦となった安田記念は、49kgの軽ハンデだったものの、勝ち馬キョウエイグリーンから離れた13着と惨敗に終わった。続く1200メートルのオープンをレコード勝ちしたサクライワイは、クイーンステークスに使った後にスプリンターズステークスへ向かった。3番人気に支持されたサクライワイは、最初の3ハロンを11秒9-10秒3-10秒9というハイラップで逃げ、最後の3ハロンも35秒3で纏めてそのまま逃げ切った。勝ちタイムの1分8秒4はキシュウローレルが持っていたレコードを1秒上回る日本レコードであった。こうして日本一の快速馬である事を証明したサクライワイだったが、その後は牝馬東タイ杯2着を含む2戦共々敗退で終わった。

### 5歳時
古馬となったサクライワイは、短中距離路線を走る事となるが、中山牝馬ステークスで2着に入ったものの、その他のレースでは全て3着以下、結局安田記念を迎えるまで7戦連続未勝利という結果に終わった。この様な状況で迎えた為、安田記念は53kgの軽ハンデであったが10頭中6番人気と人気を落としていた。サクライワイは稍重馬場を前半1000mを59秒8で逃げると直線でも脚色が衰える事無く、同年の牝馬アイアンロングに4馬身差で圧勝した。
その後は、続く1200mのオープン特別2戦をレコード勝ちを含む1勝2着1回と好走し、レース史上初の連覇をかけてスプリンターズステークスへ出走した。サクライワイは普段と違い4番手で進めたが、4コーナーで2番手に進出。直線でキャッシュボアをクビ差捉えて、自身の2連覇とマタドア産駒のスプリンターズステークス3連覇を達成した。サクライワイはこの後2戦したが、クモハタ記念出走後に脚部不安を発症し休養。再起を果たす事無くそのまま引退した。

## 引退後
引退後は生まれ故郷の西山牧場で繁殖牝馬として過ごしたが、産駒は新潟3歳ステークス3着のサクラテンセイが目立つ程度に終わった。子孫は現存しない。

## 血統表
| サクライワイの血統（ザボス系 / Phalaris 4×5=9.38%、 Bromus 5×5=6.25%） | サクライワイの血統（ザボス系 / Phalaris 4×5=9.38%、 Bromus 5×5=6.25%） | サクライワイの血統（ザボス系 / Phalaris 4×5=9.38%、 Bromus 5×5=6.25%） | （血統表の出典）      | （血統表の出典） |
| 父 *マタドア Matador 1953 栗毛 イギリス                                | 父の父Golden Cloud 1941 栗毛 イギリス                                  | Gold Bridge                                                            | Golden Boss           | Golden Boss      |
| 父 *マタドア Matador 1953 栗毛 イギリス                                | 父の父Golden Cloud 1941 栗毛 イギリス                                  | Gold Bridge                                                            | Flying Diadem         |                  |
| 父 *マタドア Matador 1953 栗毛 イギリス                                | 父の父Golden Cloud 1941 栗毛 イギリス                                  | Rainstorm                                                              | Hainault              | Hainault         |
| 父 *マタドア Matador 1953 栗毛 イギリス                                | 父の父Golden Cloud 1941 栗毛 イギリス                                  | Rainstorm                                                              | Stormcloud            |                  |
| 父 *マタドア Matador 1953 栗毛 イギリス                                | 父の母Spanish Galantry 1945 栗毛 アイルランド                          | Mazarin                                                                | Mieuxce               | Mieuxce          |
| 父 *マタドア Matador 1953 栗毛 イギリス                                | 父の母Spanish Galantry 1945 栗毛 アイルランド                          | Mazarin                                                                | Boiarinia             |                  |
| 父 *マタドア Matador 1953 栗毛 イギリス                                | 父の母Spanish Galantry 1945 栗毛 アイルランド                          | Courtship                                                              | Gainsborough          | Gainsborough     |
| 父 *マタドア Matador 1953 栗毛 イギリス                                | 父の母Spanish Galantry 1945 栗毛 アイルランド                          | Courtship                                                              | Garpal                |                  |
| 母 グランドフエアー 1957 青毛 日本                                     | 母の父*ハロウェー Harroway 1940 黒鹿毛 イギリス                        | Fairway                                                                | Phalaris              | Phalaris         |
| 母 グランドフエアー 1957 青毛 日本                                     | 母の父*ハロウェー Harroway 1940 黒鹿毛 イギリス                        | Fairway                                                                | Scapa Flow            |                  |
| 母 グランドフエアー 1957 青毛 日本                                     | 母の父*ハロウェー Harroway 1940 黒鹿毛 イギリス                        | Rosy Legend                                                            | Dark Legend           | Dark Legend      |
| 母 グランドフエアー 1957 青毛 日本                                     | 母の父*ハロウェー Harroway 1940 黒鹿毛 イギリス                        | Rosy Legend                                                            | Rosy Cheeks           |                  |
| 母 グランドフエアー 1957 青毛 日本                                     | 母の母ディブレイク 1943 栗毛 日本                                      | *ダイオライト Diolite                                                  | Diophon               | Diophon          |
| 母 グランドフエアー 1957 青毛 日本                                     | 母の母ディブレイク 1943 栗毛 日本                                      | *ダイオライト Diolite                                                  | Needle Rock           |                  |
| 母 グランドフエアー 1957 青毛 日本                                     | 母の母ディブレイク 1943 栗毛 日本                                      | 第四パシフィック                                                       | ラシデヤー            | ラシデヤー       |
| 母 グランドフエアー 1957 青毛 日本                                     | 母の母ディブレイク 1943 栗毛 日本                                      | 第四パシフィック                                                       | パシフイツク F-No.4-d |                  |

- 4代母パシフイツク（競走馬名クヰンフロラー）は、1926年の帝室御賞典勝ち馬。さらに牝系を遡ると、小岩井農場の基礎輸入牝馬の一頭であるプロポンチスにたどり着く。